# عملية فالكيري

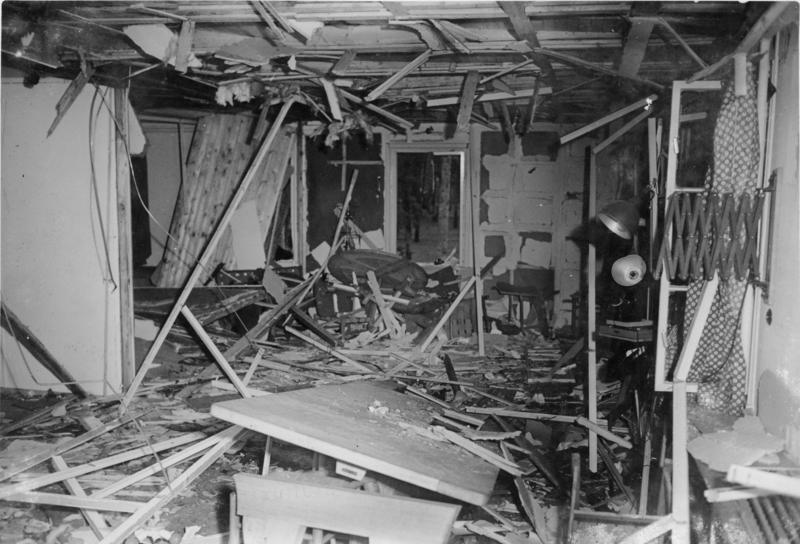
صورة لإنفجار وكر الذئب أثناء محاولة إغتيال هتلر في بداية عملية فالكيري

عملية فالكيري (بالألمانية: Unternehmen Walküre) كانت خطة طوارئ ألمانية في فترة الحرب العالمية الثانية تهدف للحفاظ على الحكومة، نفذها جيش الاحتياط الألماني في حالة الانهيار العام للنظام المدني للأمة. فشل الحكومة في الحفاظ على سيطرتها على الشؤون المدنية قد يعود إلى قصف الحلفاء للمدن الألمانية، أو انتفاضة الملايين من العمال الأجانب المُسخّرين للعمل في المصانع الألمانية.
قام ضباط الجيش الألماني "هتلر"، الفريق أول فريدريش أولبريشت واللواء هينينغ فون تريسكوامر والعقيد كلاوس فون شتاوفنبرج بتعديل الخطة بقصد إستخدامها للسيطرة على المدن الألمانية ونزع سلاح قوات الأمن الخاصة، والقبض على القيادة النازية بعد إغتيال هتلر بتنفيذ مؤامرة 20 يوليو. كان مقتل هتلر مطلوباً (على عكس اعتقاله) لتحرير الجنود الألمان من قسم الولاء له. بعد تحضيرات مطولة، نُفذت الخطة في 1944، لكنها فشلت.

## أصل الكلمة
كلمة «فالكيري» Valkyrie في أساطير القبائل الجرمانية الشمالية، ومنهم الفايكنغ، هي امرأة، أو مفرد نسوة بجناحين تنزل من السماء لإختيار وإصطحاب المحاربين الشجعان الذين يقتلون في المعارك إلى الجنة، وقد وضع ملحن الموسيقى الكلاسيكية ريتشارد فاغنر معزوفة مشهورة عام 1870 باسم ال«فالكيري» بصيغة الجمع. كان هتلر يعشق موسيقى الملحن الألماني فاغنر، ولذلك كره اليهود فاغنر وحظروه - بشكل غير رسمي - في الكيان الصهيوني، ويقال بأن فاغنر آمن بتفوق العرق الجرماني، لذلك أطلق النازيون مصطلح «عملية فالكيري» على خطة طوارئ سرية كانوا قد أعدوها جيداً للإمساك بمفاصل الدولة الألمانية إذا ما حدث انهيار شامل نتيجة قصف الحلفاء المكثف للمدن والبنية التحتية الألمانية خلال الحرب العالمية الثانية، أو إذا ما حدث إنقلاب، وقد أعد النازيون جيشاً إحتياطاً كاملاً ودربوه وجهزوه تهيؤاً لمثل تلك الحالة.

## الأسباب
بعد بدء تراجع الحملات العسكرية النازية في شمال أفريقيا وشرق وغرب أوروبا وتلقي هزائم متتالية بسبب قرارات هتلر غير المدروسة والمتهورة، والتي تسببت في إزهاق مئات الآلاف من أرواح الجنود إضافةً إلى تردي وسوء أوضاع البلاد داخلياً. أثار هذا الأمر استياء وقلق العديد من كبار ضباط الجيش والسياسيين، وفكروا في الإطاحة بهتلر وأركان الرايخ الثالث وعقد صلح مع الحلفاء من أجل إنقاذ ألمانيا.

## تفاصيل العملية
بعد عدة محاولات فاشلة لإغتيال هتلر، برز على الساحة ضابط ألماني وهو كلاوس فون شتافونبرغ وكان أحد الضباط المشاركين في حملات شمال أفريقيا. ولكن بعد إنفجار لغم في سيارته الذي أدى إلى فقد عين له إضافةً إلى معصمه وإصبعين من يده اليسرى، عاد إلي برلين وشغل منصب رئيس أركان الجيش الداخلي.
وبعد تغلغل الضباط الألمان المنقلبين على هتلر في قيادة جيش الاحتياط، فكر شتافونبرغ في مؤامرة (حقيقية وموثقة) لإستخدام «عملية فالكيري» ضد النازيين أنفسهم. وكانت فكرة تلك المؤامرة تقوم على إغتيال هتلر بمتفجرة مزروعة في حقيبة خلال اجتماع للضباط الكبار معه، ومن ثم الزعم أن قادة وأعمدة النظام النازي أنفسهم – الموالين لهتلر في الواقع - هم الذين قتلوه وإنقلبوا عليه، وبالتالي تم تحريك جيش الاحتياط بموجب «عملية فالكيري» نفسها لإنقاذ النظام منهم وإعتقالهم ومحاكمتهم وتصفيتهم، أي لإستلام السلطة والإنقلاب على هتلر وقتله، بعد تحويله إلى شهيد رسمي لحركتهم الإنقلابية. وكان نجاح محاولة الإنقلاب التي يديرها فون ستافن برغ يعتمد أساساً على وجود معظم القوات الألمانية، عدا قلة من الأس أس (القوات الخاصة النازية)، وعدا جيش الاحتياط طبعاً، بعيداً جداً عن برلين في جبهات القتال، وعلى قدرته على تنظيم عملية إنقلابية واسعة بمثل هذه الخطورة تحت أعين وآذان أجهزة الغستابو والأس أس والحزب النازي والدولة.
وفي 20 يوليو أقلعت طائرة إتصال من مطار رانجسدورف وعلى متنها شتاوفنبرج ومساعده الملازم فرنر فون هافتن، وقد حمل كل منهما حقيبة ثقيلة تحتوي على قنبلة. كان شتاوفنبرج يعلم أن هذه هي المحاولة الأخيرة، فلقد ألقى القبض على أحد المتآمرين وهو يوليوس لبير النائب الاشتراكى السابق في البرلمان، ولم يعد ممكنا أن تدوم مؤامرة واسعة ومكشوفة كتلك وقتاً طويلاً.
كانت القنبلة الثانية مشكلة حقيقية، من الناحية البدنية كان شتاوفنبرج عاجزاً على الدخول على هتلر حاملاً حقيبتين بثلاثة أصابع، لقد سبق لرفاقه في المؤامرة الذين صنعوا المتفجرات أن أكدوا له عشرات المرات، أن قنبلة واحدة من هذا النوع عندما تنفجر في مكان مغلق كفيلة بالقضاء على كل الحاضرين، فرضي أخيراً بالأمر الواقع.
راح شتاوفنبرج يموه أمام كيتل حقيقة الموضوع الذي أتى به إلى رستنبورج للقاء الفوهرر، حتى يتسنى له الحديث عن الفرق الجديدة التي أنشأها الاحتياط الحربي، وحين تناول كيتل قبعته وهم بالخروج، إنتقل شتاوفنبرج إلى غرفة الملابس، حطم كبسولة الحامض بواسطة كلابته، خرج شتاوفنبرج معتذراً، وعرض عليه كيتل أن يحمل له حقيبته، فرفض شتاوفنبرج.
جري الاجتماع في لاجيباراك كما كان في كل مرة لا تكون فيها المنطقة في حالة إنذار جوي، إنه منبر خشبي تحميه عوارض خرسانية، ويتقدمه مركز للهاتف يقوم بالحراسة أمامه صف ضابط، قال له شتاوفنبرج إنه ينتظر مكالمة مستعجلة من برلين ثم دخل القاعة وراء كيتل والجنرال بوهلي. كانت جلسة الاجتماع قد بدأت منذ دقائق قليلة، وكان الجنرال هويزنجر يعرض آخر التطورات على الجبهة الشرقية، فقاطعه كيتل موضحا سبب وجود شتاوفنبرج، فما كان من هتلر إلا أن وجه التحية إلي الكولونيل شتاوفنبرج وطلب من الجنرال هويزنجر أن ينهي عرضه.
عند ذلك أسند شتاوفنبرج حقيبته إلى إحدى الدعائم الخشبية القوية التي تحمل الطاولة من الجهة الداخلية أي في اتجاه الفوهرر مباشرة، وبعد ذلك خطا خطوة إلى الوراء، وانتظر بضع ثوان وخرج. تنبه كيتل بعد لحظات إلى غياب شتاوفنبرج، فخرج يبحث عنه ويخبره بأن دوره في الكلام قد إقترب، فلم يجده في ردهة الإنتظار، وقبل أن يدخل كيتل قاعة الاجتماع، إنفجرت القنبلة. كان شتاوفنبرج وهافتن ينتظران على مقربة من مكتب الجنرال فليجيبل، فسمعا الإنفجار وإنطلقا بإتجاه المطار، وصل شتاوفنبرج برلين وإتصل هاتفياً بالجنرال أولبرخت ناقلاً إليه الخبر السعيد: لقد مات هتلر.
هرع أولبرخت إلي الجنرال فروم يبلغه الحدث العظيم، عليه أن يوقع أمراً بالتحرك لإنجاز الخطة فالكيري التي سبق وضع تفاصيلها فطلب فروم تأكيد مقتل هتلر، فطلب أولبرخت كيتل، وكان يتوقع أن راستنبورج لن تجيب، إذ أن المفروض أن يكون الجنرال فليجيبل قد شل حركة مراكز الهاتف، لكنه فوجئ عندما سمع صوت كيتل يجيبه، أخذ فروم السماعة وقال له، إن شائعة حول محاولة إغتيال هتلر قد إنتشرت في برلين، فأكد له كيتل ذلك، وأن الفوهرر لم يصب بجروح بليغة، حتى أنه ذهب ينتظر موسوليني في محطة راستنبورج، ثم سأله كيتل عن شتاوفنبرج، فأجاب فروم أنه لا يعرف عنه شيئاً.
لم يشك أحد في شتاوفنبرج حتى تلك اللحظة، إذ ساعد إعتقاد بأن طائرة تمكنت من إصابة مقر هتلر، ودارت شكوك أخرى حول عملية تخريب قام بها عمال أجانب. قتل في الانفجار أربعة هم جنرال شمونت، جنرال الطيران كورتن، كولونيل برانديث الذي غير إتجاه الحقيبة بعدما تعثر بها، وأخيراً كاتب الأخترال بيرجر. وفي برلين تمكن فريق المتآمرين من السيطرة على مبنى وزارة الحربية ومقر القيادة العامة للجيش، ونصب الجنرال فيتزليبن نفسه القائد الأعلى للجيش الألماني. لكن خيوط المؤامرة تكشفت شيئاً فشيئاً، وكان شتاوفنبرج هو الذي أبلغ شركاءه في المؤامرة أن الإنقلاب قد فشل تماما.

## نهاية المؤامرة
بعد فشل العملية. كان الجنرال فيتزليبن قد عاد إلى منزله ينتظر ساعة اعتقاله، بينما هرب الجنرال جوردلر وإنتحر عدد آخر من الجنرالات، واقتيد بعضهم إلى سجن موابيت العسكري، وسيق الباقون إلى مبنى الجستابو.
وصرح فروم بأن محكمة عسكرية تشكلت سريعاً، وقد حكمت بإعدام الجنرال أولبرخت، الكولونيل ميرتز، الكولونيل شتاوفنبرج، والملازم هافتن، فأُنزلوا جميعاً ساحة السجن وأعدموا رمياً بالرصاص على ضوء مصابيح السيارة، وذلك في 20 يوليو 1944.

## وصلات خارجية
- German Resistance to Hitler – Valkyrie Conspiracy – German Conspiracy against the Nazi Regime culminating in the Coup Attempt of 20 July 1944
- The Conference Room at the "Wolf's Lair" after the Assassination Attempt (July 20, 1944) from German History in Documents and Images a project of the German Historical Institute
- Telex Message by the Conspiratorial Stauffenberg Group to the holders of executive Power (July 20, 1944) from German History in Documents and Images a project of the German Historical Institute
- The assassination attempt from July 20, 1944, and the operation "Valkyrie"
- Consequences